# Сибірячихинська сільська рада
Сибірячи́хинська сільська рада (рос. Сибирячихинский сельский совет) — сільське поселення у складі Солонешенського району Алтайського краю Росії.
Адміністративний центр — село Сибірячиха.

## Населення
Населення — 838 осіб (2019; 970 в 2010, 1192 у 2002).

## Склад
До складу сільської ради входять:
| Населений пункт       | Населення, осіб (2002) | Населення, осіб (2010) |
| --------------------- | ---------------------- | ---------------------- |
| Александровка, село   | 111                    | 101                    |
| Ануйський, селище     | 148                    | 91                     |
| Партизанський, селище | 5                      | 0                      |
| Садовий, селище       | 8                      | 10                     |
| Сибірячиха, село      | 920                    | 768                    |